# Submarino alemão Tipo IXC
Tipo IXC foi uma classe de submarinos de longo alcance da Alemanha que serviram à Kriegsmarine durante a Segunda Guerra Mundial.
Foram ao total comissionados 54 U-Boots do Tipo IXC. O projeto tinha como principal objetivo aumentar a capacidade de armazenamento de combustível, possibilitando maior autonomia à embarcação.

## Estaleiro
Construção dos classe IXC por estaleiro:
| U-boots                                               | Total | Estaleiro                           | Cidade | Construído durante |
| ----------------------------------------------------- | ----- | ----------------------------------- | ------ | ------------------ |
| U-66 - U-68 U-125 - U-131 U-153 - U-160 U-171 - U-176 | 24    | AG Weser                            | Bremen | 1936 - 1940        |
| U-161 - U-166                                         | 6     | Deutsche Schiff und Maschinenbau AG | Bremen | 1939 - 1942        |
| U-501 - U-524                                         | 24    | Deutsche Werke AG                   | Kiel   | 1938 - 1941        |